# أومنيا م
أطلقت شركة «سامسونغ» الكورية هاتفا ذكيا جديداً يحمل اسم "Omnia M"، يعمل ضمن بيئة نظام تشغيل مايكروسوفت الحالي «ويندوز 7.5 فون» المعروف باسم «مانغو»، وبهذا تؤكد سامسونغ دعمها المتواصل لأنظمة تشغيل عملاق البرمجيات «مايكروسوفت».
ويتميز الهاتف الجديد الذي يحمل الاسم الرمزي "GT-I8350" بشاشة عرض تدعم تقنية اللمس قياسها 4 بوصة من نوع «سوبر أموليد» وبدرجة وضوح 480×800 بيكسل، هذه الشاشة أقل انعكاسا من الشاشات الأخرى، وبذلك فهي تمنح المستخدم قراءة جيدة تحت أشعة الشمس المباشرة.
وعن الخصائص التقنية الأخرى فيستخدم الهاتف معالجا أحادي النواة بسرعة واحد غيغاهيرتز، ويحتوي على ذاكرة عشوائية «رام» بسعة 384 ميجابايت، وذاكرة داخلية فلاش سعتها 4 غيغابايت، وكما هو المعتاد في معظم هواتف «ويندوز 7.5 فون»، فلا يوجد منفذ خاص بذاكرة البطاقة الخارجية فلاش.
ومن حيث الاتصال فيدعم الهاتف شبكات "UMTS"، "GSM"، "EDGE"، "HSDPA" بسرعة نقل بيانات تبلغ 7.2 ميجابت في الثانية، كما تدعم تقنية "GPRS"، و«الواي فاي»، وتقنية «بلوتوث 2.1»، كما يحتوي على نظام تحديد المواقع "GPS"، ومقبس لسماعات رأس جاك قياسي 3.5 مم ومنفذ «يو إس بي 2.0».
أما بالنسبة للبرمجيات، فيتمتع الهاتف بأنه مزود بعدة تطبيقات سامسونغ الترفيهية وتشمل خدمة سامسونع العائلية "Samsung Family Story" القائمة على الحوسبة السحابية، التي تتيح مشاركة وتبادل الصور ومقاطع الفيديو والرسائل النصية القصيرة بين أفراد العائلة، وكذلك خدمة التراسل الفوري "ChatON" المجانية، التي تتيح حالياً التواصل بين الأهل والأصدقاء من جميع أرجاء العالم بغض النظر عن نظام التشغيل المستخدم، فضلا عن إمكانية نقل المحتوى متعدد الوسائط إلى أجهزة تلفاز سامسونغ عبر خدمة "AllShare".
كما يدعم الهاتف خدمات مثل "Music Hub"، و"Photo Studio"، بالإضافة إلى خدمات مايكروسوفت السحابية «سكاي درايف» وكذلك «إكس بوكس».
ومن حيث التصوير، فالهاتف مزود بكاميرا خلفية دقتها 5 ميغابيكسل مدعومة بخاصية التركيز التلقائي وفلاش "LED"، وأخرى أمامية بدقة "VGA" لدعم الدردشة ومكالمات الفيديو.
وتخطط الشركة طرح هاتفها الجديد البالغ وزنه 119 غراما وبأبعاد 121.6×64.1×10.5 مم، في الأسواق الأوروبية أولا، لكنها لم تكشف عن موعد الطرح أو السعر بعد.